# Sara Cobo
Sara Cobo Botello (Messico, 24 luglio 1993) è un'attrice e cantante messicana.
È conosciuta per aver interpretato il ruolo di Gloria Skyler nella serie adolescenziale di Nickelodeon, Kally's Mashup.

## Biografia
Ha una sorella, anch'essa attrice, Lourdes Cobo.
Sara Cobo inizia la sua carriera come attrice da bambina, nel 2001, nel miniserial Navidad sin fin, dove interpreta Marisela. Nel 2009 produce e recita nel cortometraggio Séver. Raggiunge la notorietà nel 2011, interpretando la protagonista del serial TV Popland!, Carla Vive, una diciottenne di provincia che si trasferisce in una grande città e diventa un paparazzo.
A luglio 2012, Sara Cobo debutta come cantante pubblicando il singolo Más, prodotto da MTV Latin America. Precedentemente, Cobo aveva cantato una canzone della colonna sonora di Popland!, intitolata Tarde. Nel 2012, entra nel cast della serie Estado de gracia, dove interpreta Ximena, la figlia della protagonista, il legislatore federale Julieta Toscano, mentre l'anno successivo torna a interpretare I.C. nella seconda stagione di Niñas mal.
Viene riconfermata per interpretare il ruolo di Gloria Skyler nella terza stagione della serie Kally's Mashup.

## Filmografia

### Televisione
- Navidad sin fin, regia di Alfredo Gurrola - miniserial TV (2001)
- La rosa de Guadalupe - serial TV, (31 puntate) (2008-2012)
- Me mueves - serie TV (2009)
- Séver, regia di Ainhoa Andraka - cortometraggio (2009)
- ¿Qué fue de Jorge Sanz? - serie TV, (episodio 1x01) (2010)
- Niñas mal - serial TV (2010)
- Popland! - serial TV, (70 puntate) (2011)
- Estado de gracia - serial TV (2012)
- Desubicados - serial TV (2014-2015)
- Kally's Mashup - serie TV (2017-2021)

## Discografia

### Singoli
- 2011 – Tarde
- 2011 – Calmada
- 2012 – Más (MTV Latin America)
- 2013 – El primer día sin ti feat. Marcel Reyes
- 2014 – Reflejo automático

### Colonne sonore
- 2018 – Kally's Mashup: La música
- 2019 – Kally's Mashup: La música vol. 2
- 2020-2021 - Kally's Mashup: La Música vol. 3

## Doppiatrici italiane
Nelle versioni in italiano dei suoi film, Sara Cobo è stata doppiata da:
- Perla Liberatori in Niñas mal
- Chiara Oliviero in Kally's Mashup[9]